# Hå kommun
Hå kommun (norska: Hå kommune) är en kommun i den södra delen av landskapet Jæren i Rogaland fylke i sydvästra Norge. Kommunens centralort är tätorten Varhaug.
Hå kommun har en 40 kilometer rak kustlinje med rullstens- och sandstränder. Havet är långgrunt med flera moränryggar. På en av dem ligger Obrestads fyr. Strandzonen ingår i Jærstrendene landskapsvernområde (naturskyddsområde) med ett rikt fågel- och växtliv. Vid borrningar i marken har man funnit 200 000 år gamla fickor av grundvatten.
Jordbruket är intensivt och står för hälften av näringslivet. Dessutom finns industri som tillverkar jordbruksredskap.
På 1870-talet drogs järnvägen Jærbanan genom kommunen och nya stationssamhällen växte fram.
Hå gamla prästgård, belägen vid Håelva, är numera ett kulturcentrum. Jærmuseet ligger vid Nærbø. 

## Administrativ historik
En kommun med namnet Hå fanns mellan 1838 och 1894, men delades sedan i Nærbø och Varhaugs kommuner. Dessa båda, tillsammans Ogna kommun, slogs 1964 samman till den nuvarande kommunen.

## Kommunvapen
Kommunvapnet visar ett redskap för stenbrytning, en "stenbock", något som invånarna haft stor nytta av.

## Tätorter
I Hå kommun finns åtta tätorter:
- Brusand
- Hæen
- Nærbø
- Nærland
- Ogna
- Sirevåg
- Varhaug (centralort)
- Vigrestad

## Socknar
Inom Norska kyrkan är Hå kommun indelad i tre socknar:
- Nærbø socken
- Ogna socken
- Varhaugs socken

Socknarna ingår i Jærens prosteri i Stavangers stift.

## Bilder

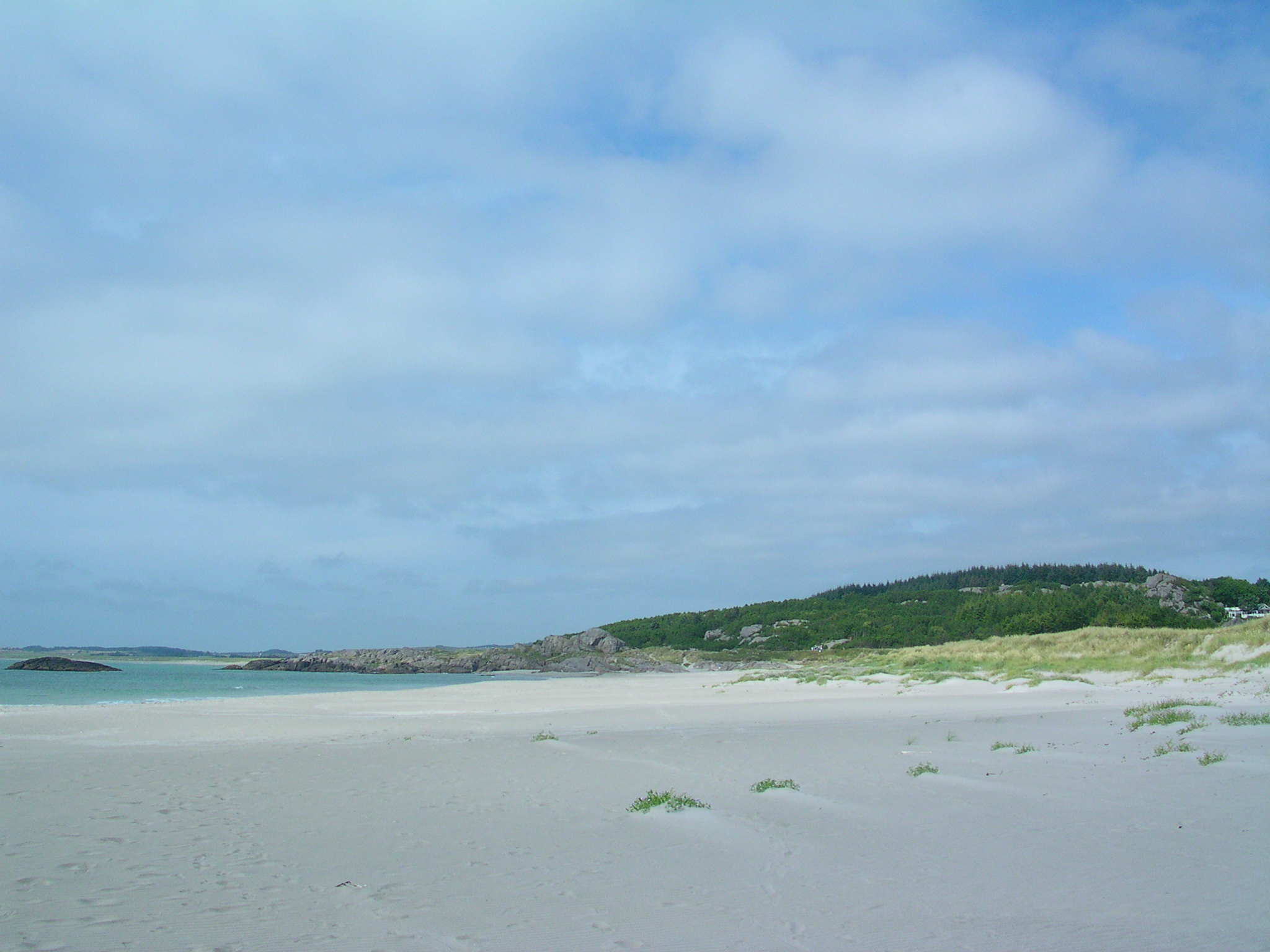
Sandstrand vid Ogna.
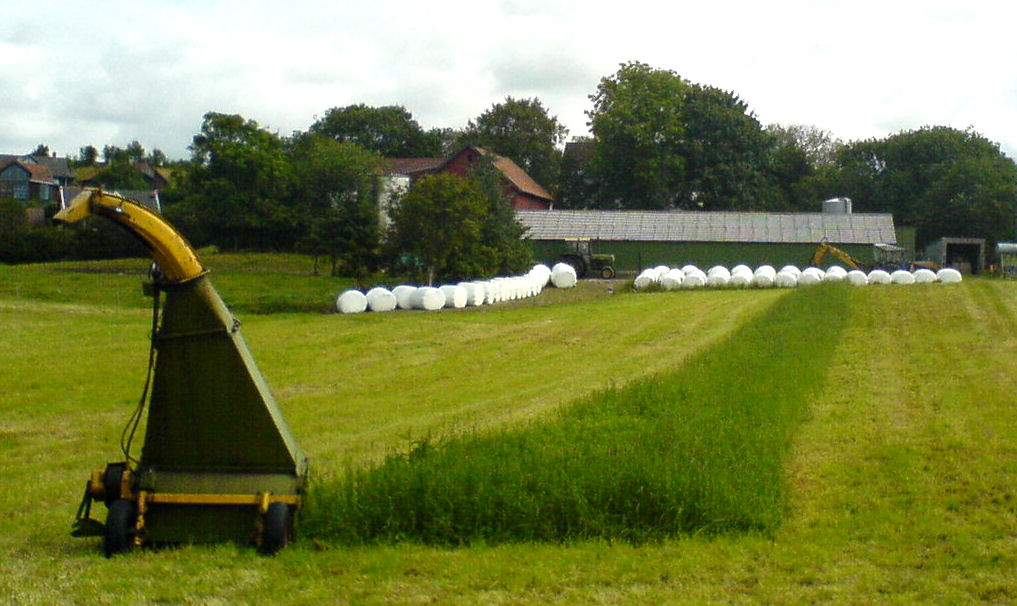
Höskörd på Jæren.
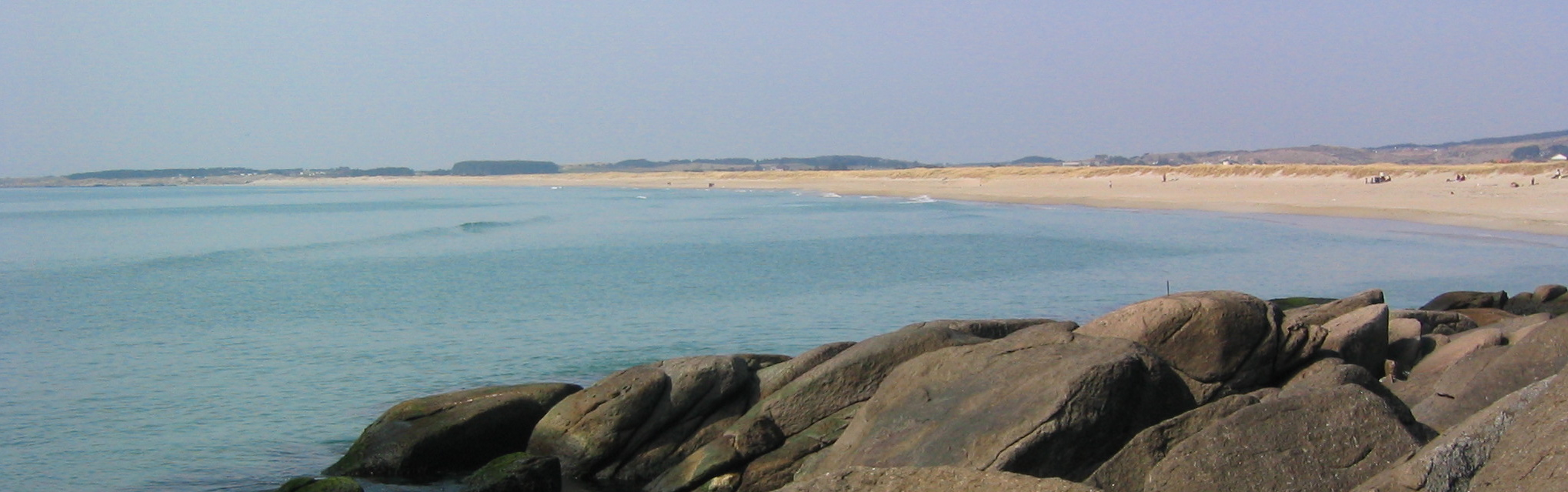
Sandstrand vid Brusand. Foto: Ruth Hetland.